# 亚历克西·盖里诺
亚历克西·盖里诺（法語：Alexis Guérinot，1995年3月3日—），法国男子赛艇运动员。他曾代表法国参加世界赛艇锦标赛，获得一枚金牌和一枚银牌，均来自轻量级项目。